# Gieren van de Oude Wereld

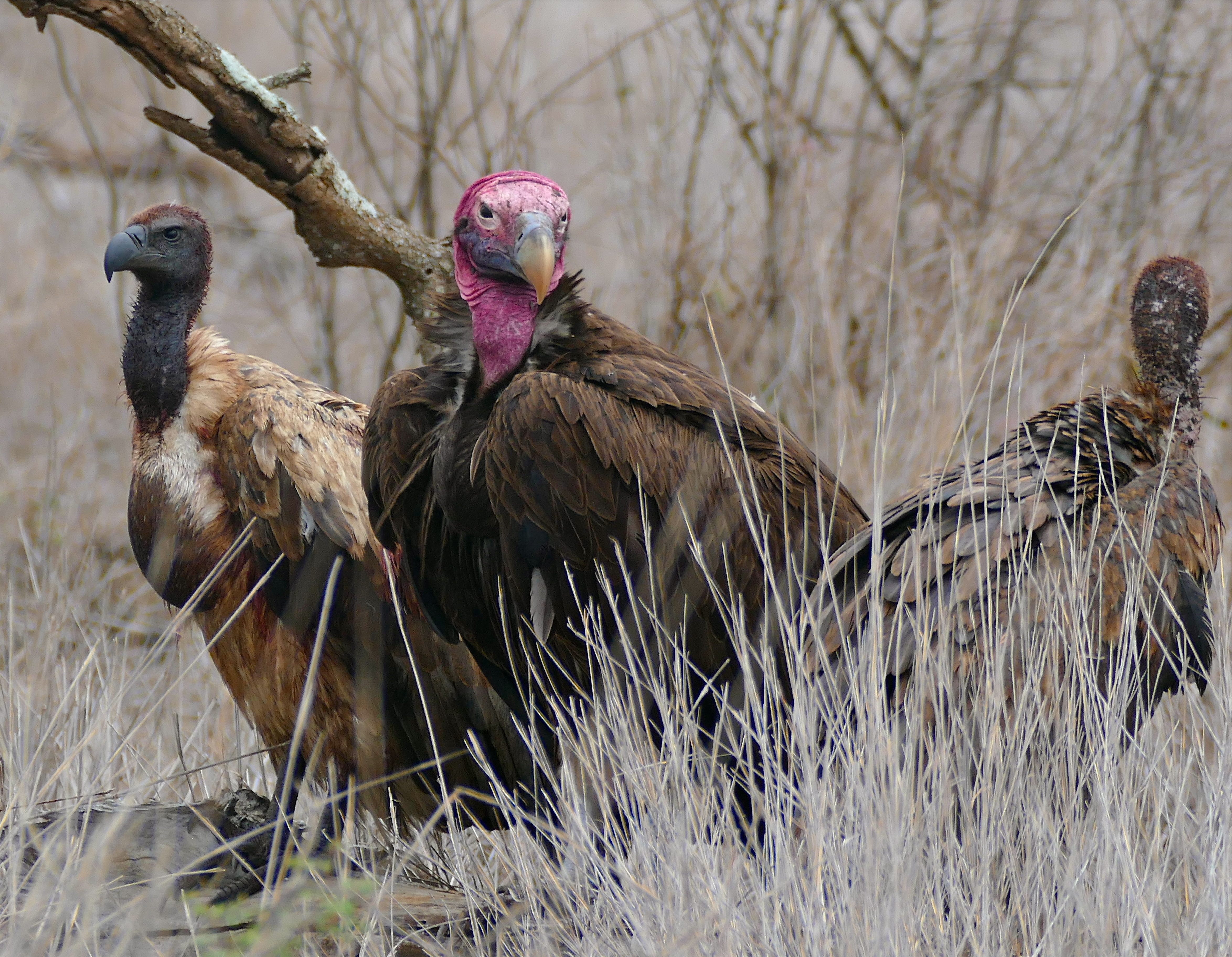
Twee witruggieren (Gyps africanus) en een oorgier (Torgos tracheliotos) in het nationaal park Kruger, Zuid-Afrika

De gieren van de Oude Wereld zijn roofvogels die horen in de familie van de havikachtigen (Accipitridae). Gieren onderscheiden zich in ecologische zin van de andere soorten roofvogels omdat het aaseters zijn.
De in Noord- en Zuid-Amerika voorkomende gieren van de Nieuwe Wereld vormen duidelijk één familie, de Cathartidae.

## Kenmerken
Gieren zijn aaseters die leven van de kadavers. Gieren van de Oude Wereld vinden hun voedsel alleen door zichtwaarnemingen, terwijl sommige gieren van de Nieuwe Wereld hun prooi ook met behulp van reuk opsporen. Een karakteristiek kenmerk van gieren is hun kale kop en nek. Als gieren wel veren op die plaats hadden, zouden zich daar bloed en andere halfvergane weefselresten kunnen ophopen, omdat de vogels op die plaatsen zich niet kunnen schoonmaken.
Omdat ze hun prooien niet zelf doden (op enkele uitzonderingen na), hebben ze geen scherpe klauwen. Deze zijn stomp en kort en meer aangepast aan het lopen. Ze hebben een rudimentaire achterteen, die boven de drie voortenen op de poot is geplaatst.
Deze grote vogels zijn aangepast om te zweven.

## Bedreiging
De gieren in Zuid-Azië (India en Pakistan) zijn met 95% in aantal afgenomen door vergiftiging. Deze vergiftiging wordt veroorzaakt door het ontstekingsremmende medicijn diclofenac, dat veel in de veehouderij wordt toegepast. Het middel zorgt ervoor dat dieren die feitelijk ziek zijn, toch fit genoeg blijven om op het land te werken. Omdat dode dieren daar op het land achter gelaten worden voor de gieren (vooral vale gieren), zijn deze vogels het slachtoffer van dit medicijn. Diclofenac kan bij gieren en andere vogelsoorten nierfalen veroorzaken.

## Taxonomie

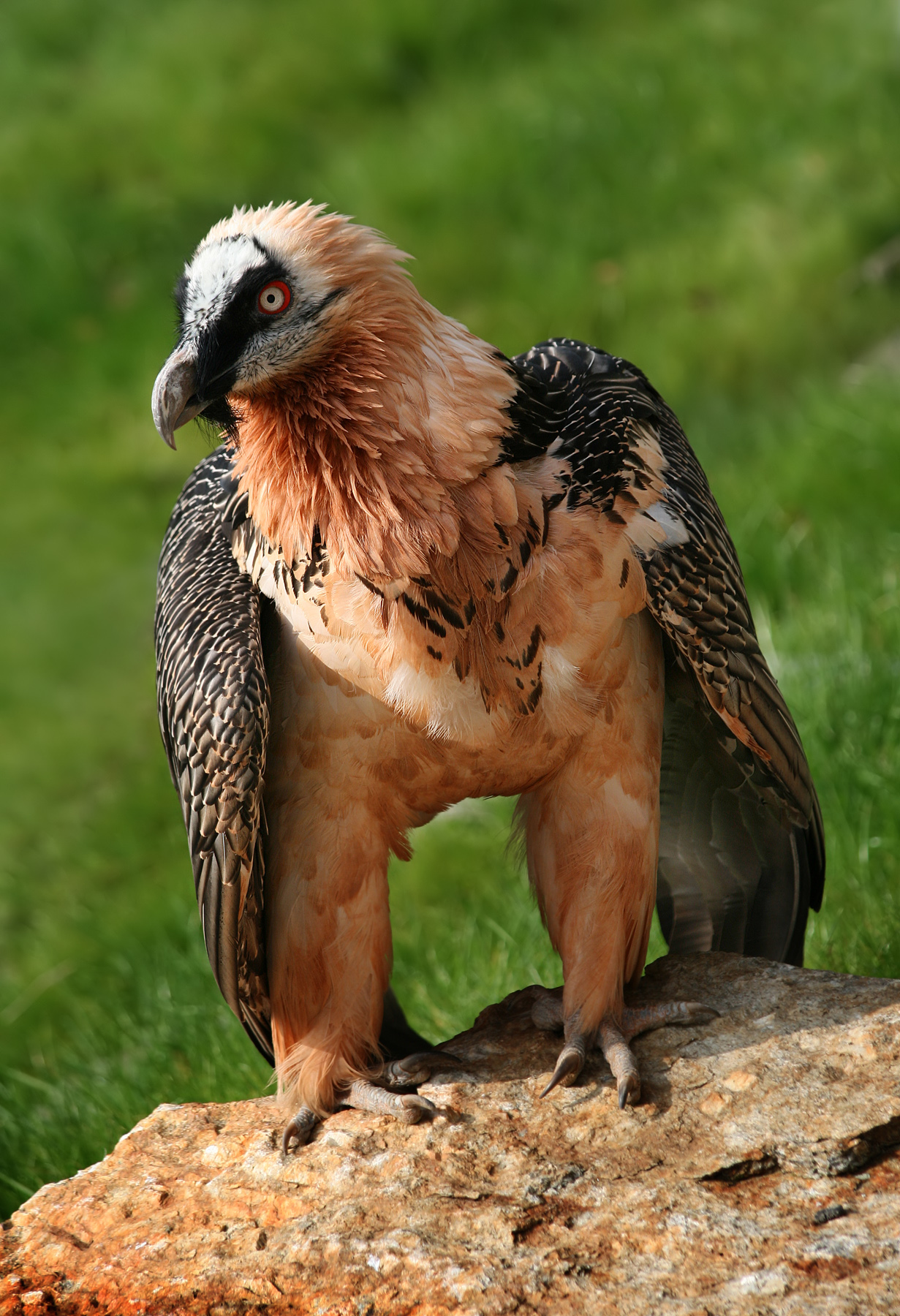
Lammergier (Gypaetus barbatus)

In taxonomische zin vormen de gieren van de Oude Wereld niet één bepaalde clade binnen de familie van de havikachtigen. De volgende geslachten zijn onderling verwant en daarna het meest verwant aan de arenden (Aquilinae):
- Geslacht Aegypius
- Geslacht Gyps
- Geslacht Necrosyrtes
- Geslacht Sarcogyps
- Geslacht Torgos
- Geslacht Trigonoceps

De volgende geslachten worden ook gieren genoemd en komen voor in de Oude Wereld, maar zijn niet nauw verwant met de eerder genoemde geslachten:
- geslacht Gypaetus (lammergier)
- geslacht Gypohierax (palmgier)
- geslacht Neophron (aasgier)

Deze soorten zijn eerder verwant aan de wespendieven en bepaalde soorten wouwen (Perninae). Enkele uitgestorven gieren zijn ook bekend uit Amerika, zoals Neophrontops.